# Clorură de nitrozil
Clorura de nitrozil este un compus chimic cu formula NOCl. Este un gaz gălbui, cel mai adesea întâlnit ca și produs de descompunere al apei regale, un amestec de acid clorhidric concentrat și acid azotic concentrat. Este un electrofil și un agent oxidant puternic.

## Structură
Molecula clorurii de nitrozil are o geometrie unghiulară, datorită perechii de electroni neparticipanți de la atomul central de azot. Între atomii de azot și oxigen există o legătură dublă (distanța = 1.16 Å) și între atomii de azot și clor o legătură sigma, simplă (distanța = 1.69 Å). Unghiul dintre legăturile O–N–Cl are valoarea 113°.

## Obținere
Poate fi produsă prin diferite metode:
- Reacția dintre acidul nitrozilsulfuric și acid clorhidric, folosită la nivel industrial:[2]

HCl + NOHSO4 → H2SO4 + NOCl
- Deshidratarea reversibilă a acidului azotos (sau nitros) în prezență de acid clorhidric, folosită în laborator:[3]

HNO2 + HCl → H2O + NOCl
- Michael Faraday a preparat compusul în urma reacției dintre paladiu metalic și apă regală:

Pd + HNO3 + 3 HCl → PdCl2 + 2 H2O + NOCl
- NOCl se poate obține și direct prin combinarea clorului molecular cu oxid nitric; la temperaturi mai mari de 100 °C, reacția inversă este dominantă:

Cl2 + 2 NO → 2NOCl
- Sinteza directă din elementele componente, la o temperatură de 400 °C, o reacție reversibilă:

N2 + O2 + Cl2 → 2 NOCl  2 NO + Cl2

### Apa regală
NOCl se formează în principal în urma reacției dintre acidul clorhidric și acidul azotic la prepararea apei regale, conform următoarei ecuații:
HNO3 + 3 HCl → Cl2 + 2 H2O + NOCl
În prezența acidului azotic, NOCl se oxidează rapid la dioxid de azot, NO2. Prezența NOCl în apa regală a fost descrisă de Edmund Davy în 1831.